# Villayerno Morquillas
Villayerno Morquillas es una localidad y un municipio situados en la provincia de Burgos, Castilla la Vieja, en la comunidad autónoma de Castilla y León (España), comarca de Alfoz de Burgos, partido judicial de Burgos, cabecera del ayuntamiento de su nombre.
Es atravesado por dos ríos, el río Morquillas y el río Hurones.

## Geografía
Está situado a 8 km de la capital. Abarca una extensión de 10,49 km² y cuenta con una población de 226 habitantes (Según INE 2010). Su altitud es de 927 m sobre el nivel del mar. Al norte del barrio de Villímar.

## Historia
Los primeros restos humanos conocidos corresponden a la época del Calcolítico  (entre el 3000 y el 2000 a. C.) que fueron hallados en el término conocido como "Cuesta el Lugar" o "Las Canteras" y estaban formados por un enterramiento colectivo donde además de restos óseos carbonizados aparecieron cerámicas y puntas de flecha de piedra sílex.
También hay restos cerámicos de la época romana en los alrededores de Morquillas y cerca de la calzada romana de Astorga a Tarragona que  pasaba por este término municipal.
Otro núcleo poblacional estaba en "El Soto" cuyo origen es posible que sea altomedieval, anterior al siglo IX (¿visigótico?) ya que no hay referencias escritas  de los siglos posteriores. Es aquí donde estuvo hasta principios del siglo XIX la ermita dedicada a N.ª S.ª de Cesilla; el origen de este nombre deriva de la palabra latina "cella-ae" en su acepción de "lugar de culto y oración"; en el siglo XV se llamaba "Çiella" y en el siglo XVIII  "Zilla". Es aquí donde se fundó la Cofradía de N.ª S.ª de Cesilla en el año de 1546 y a día de hoy sigue existiendo.
Villayerno y  Morquillas  en un principio fueron dos núcleos poblacionales distintos cuyo origen corresponde a la época de la repoblación de la Meseta tras el breve periodo de presencia musulmana en esta zona de los alrededores de Burgos, es decir, a partir del siglo IX. Según los documentos de los diversos monasterios que tenían propiedades y derechos en estas poblaciones (principalmente el Monasterio de S. Juan de Burgos), el nombre original de Villayerno fue Villa de Infernu y la primera referencia escrita es del año 942 en una donación de los bienes que tenía el presbítero Braulio en "Villa quae dicitur Inferno, in Castella... al Padre Abad Cipriano de San Pedro Cardeña". Por su parte,  Morquillas es un diminutivo de la palabra euskera Murko pues aparece escrita en documentos del Monasterio de S. Juan de Burgos del año 1154  como Murchelas [Murkelas] y significa "vasija, jarra, cántaro, jarro" o "pared de tierra" -Diccionario Euskera Castellano 3000 Hiztegia-.
La denominación conjunta de Villayerno Morquillas data de finales del siglo XV porque los vecinos de Villayerno tomaron a renta perpetua las propiedades que el Monasterio de S. Juan tenía en Morquillas y ya en el año 1631 el Concejo de Villayerno otorgó escritura de vecindad a dicho Monasterio.
Lugar que formaba parte del Alfoz y Jurisdicción de Burgos en el partido de Burgos, uno de los catorce que formaban la Intendencia de Burgos durante el periodo comprendido entre 1785 y 1833, tal como se recoge en el Censo de Floridablanca de 1787. Tenía jurisdicción de realengo con alcalde pedáneo.

## Monumentos
- Iglesia de San Esteban Protomártir.

## Demografía
Villayerno Morquillas cuenta con una población de 205 habitantes (INE 2024).
| Gráfica de evolución demográfica de Villayerno Morquillas entre 1842 y 2021                                           |
| |
| Población de derecho según los censos de población del INE. Población de hecho según los censos de población del INE. |

| 1842 | 1857 | 1860 | 1877 | 1887 | 1897 | 1900 | 1910 | 1920 | 1930 | 1940 | 1950 | 1960 | 1970 | 1981 | 1991 | 2001 | 2011 | 2021 |
| ---- | ---- | ---- | ---- | ---- | ---- | ---- | ---- | ---- | ---- | ---- | ---- | ---- | ---- | ---- | ---- | ---- | ---- | ---- |
| 223  | 285  | 289  | 298  | 278  | 226  | 237  | 220  | 220  | 198  | 207  | 259  | 207  | 161  | 124  | 130  | 185  | 219  | 209  |

## Fiestas locales
- San Miguel y Ntra. Sra. de Cesilla, fin de semana más cercano al 8 de mayo.
- San Esteban Protomártir, patrono del pueblo, 26 de diciembre.

## Personas destacadas
- Benito Alcalde González[3] (1883-1936), religioso agustino, martirizado en Paracuellos de Jarama y beatificado, junto con otras 498 víctimas de la persecución religiosa durante la guerra civil española, el 28 de octubre de 2007 en Roma.[4]

- El rey Fernando III El Santo concedió una importante hacienda en Villayerno a Dª Urraca Peytrez o Pérez que fue aya del Rey Alfonso X El Sabio cuando éste pasaba largas temporadas de sus primeros años de vida en Burgos.

- Marcelino Arnáiz Hortigüela, doctor en Filosofía y Letras con la tesis doctoral Análisis psicológico de la percepción visual del espacio (1905), y Académico de número de la Real Academia de Ciencias Morales y Políticas.